# Earth Mama
Earth Mama é um filme independente de drama britânico-estadunidense de 2023 dirigido e escrito por Savanah Leaf, baseado no curta-metragem The Heart Still Hums de Leaf e Taylor Russell.

## Elenco
- Tia Nomore como Gia[3]
- Erika Alexander como Senhorita Carmen[3]
- Doechii como Trina[3]
- Sharon Duncan-Brewster como Monica[3]
- Dominic Fike como Miles[3]
- Bokeem Woodbine como Paul[3]